# Квинт Граний
Квинт Гра́ний (лат. Quintus Granius; II—I века до н. э.) — римский политический деятель, принадлежавший к марианской партии.

## Биография
Квинт Граний принадлежал к плебейскому роду, связанному с городом Путеолы, а во времена Поздней Республики вошедшему в состав римского сенаторского сословия. Плутарх называет одного из Граниев, либо Квинта, либо Гнея, приёмным сыном Гая Мария; при этом в сохранившихся источниках нет информации о том, что Юлия до Мария была замужем за кем-то из Граниев.
Квинт Граний упоминается в источниках в связи с событиями 88 года до н. э. Враг Гая Мария Луций Корнелий Сулла поднял мятеж против Республики, занял Рим и добился объявления вне закона тринадцати человек во главе с Марием. Среди них был и Квинт Граний. Ему удалось спастись. Либо он, либо его сородич Гней сопровождал Мария в его бегстве в Африку. О дальнейшей судьбе Квинта Грания ничего не известно.